# قورباغه چشم‌طلایی درختی
قورباغهٔ چشم‌طلایی درختی (نام علمی: Agalychnis annae) نام یک گونه از تیره قورباغه‌های درختی حقیقی است که در کاستاریکا و پاناما زندگی می‌کند.